# Syneches varipes
Syneches varipes är en tvåvingeart som först beskrevs av Senior-white 1924.  Syneches varipes ingår i släktet Syneches och familjen puckeldansflugor.
Artens utbredningsområde är Sri Lanka. Inga underarter finns listade i Catalogue of Life.